# Леляки (Винницкая область)
Леля́ки (укр. Леляки) — село на Украине, находится в Жмеринском районе Винницкой области.
Код КОАТУУ — 0521083603. Население по переписи 2001 года составляет 707 человек. Почтовый индекс — 23108. Телефонный код — 4332.
Занимает площадь 0,828 км².

## Адрес местного совета
23108, Винницкая область, Жмеринский р-н, с. Лелякы, ул. Ленина, 32